# Южно-Плетневское сельское поселение
Южно-Плетневское се́льское поселе́ние — муниципальное образование в Омутинском районе Тюменской области Российской Федерации.
Административный центр — село Южно-Плетнево.

## История
Статус и границы сельского поселения установлены Законом Тюменской области от 5 ноября 2004 года № 263 «Об установлении границ муниципальных образований Тюменской области и наделении их статусом муниципального района, городского округа и сельского поселения».

## Население
| 2010 | 2011 | 2012 | 2013 | 2014 | 2015 | 2016 |
| ---- | ---- | ---- | ---- | ---- | ---- | ---- |
| 508  | ↗645 | ↘490 | ↗493 | ↘490 | ↘478 | ↘476 |
| 2017 | 2018 | 2019 | 2020 | 2021 |      |      |
| ↘465 | ↘450 | ↘446 | ↗453 | ↘396 |      |      |

## Состав сельского поселения
| № | Населённый пункт | Тип населённого пункта       | Население |
| - | ---------------- | ---------------------------- | --------- |
| 1 | Червянка         | деревня                      | 148       |
| 2 | Южно-Плетнево    | село, административный центр | 360       |